# Izumo-taisha
Izumo-taisha lub Izumo-ōyashiro (jap. 出雲大社) – jeden z dwóch najstarszych (drugi to Ise-jingū) chramów shintō w Japonii, w prefekturze Shimane. 
Chram jest poświęcony bóstwu Ōkuni-nushi-no-kami (znanemu także pod imionami: Ōnamuchi, Ahihara no shikoo, Yachihoko, Ōkunitama, Utsushikunitama no kami). Bóg (kami) ten jest czczony jako sprowadzający szczęście, zwłaszcza małżeńskie, a także opiekun medycyny, rolnictwa i handlu. Chram Izumo, zgodnie ze starym zwyczajem japońskim, podlega co pewien czas renowacyjnej przebudowie polegającej na całkowitej wymianie konstrukcji.
Najstarszą znaną nazwą tego chramu jest Amenohisumi-no miya, lecz znana jest również jako Kizuki-no Ōyashiro lub Izumo-no ōyashiro. Trudno stwierdzić dokładnie, kiedy naprawdę chram został zbudowany. Kapłani i wierni członkowie wspólnoty wierzą, że w pierwszych wiekach naszej ery. Wiadomo jedynie, iż w okresie spisywania Kojiki chram już istniał i był otoczony swoistą legendą świadczącą o długiej tradycji. 
Sanktuarium zwane honden (główny pawilon) zostało poświęcone bogu Ōkuninushiemu i zostało zbudowane w najstarszym stylu architektonicznym, taisha-zukuri (styl i jego nazwa pochodzą od stylu chramu Izumo). Całą budowlę wykonano z drewna cyprysowego i otoczono podwyższoną galeryjką, której stopnie przykryte dachem prowadzą na platformę, wokół której ustawionych jest kilka mniejszych budynków poświęconych kultowi bóstw związanych z Ōkuninushim. 
Chram jest skarbem narodowym. Zachowuje on czystość prastarej architektury właśnie dzięki temu, że jest co pewien czas rozbierany, a następnie budowany z nowego drewna w pierwotnej formie. Obecna wersja pawilonu została postawiona w 1744 roku.
Najokazalszy festiwal chramu odbywa się corocznie 14 maja i otwierany jest przez specjalnego posła cesarskiego. Ogromne tłumy wiernych i turystów zjeżdżają tego dnia do Izumo, gdzie oglądają tańce kagura oraz uczestniczą w procesji. 
Nad wielkim chramem Izumo sprawują pieczę dwa rody kapłańskie: Senge i Kitajima, które wywodzą swoje pochodzenie od potomków Susanoo.